# Armin Laschet
Armin Laschet (18 de fevereiro de 1961) é um político alemão e atual Ministro-presidente do estado da Renânia do Norte-Vestfália, servindo desde 27 de junho de 2017. No dia 16 de janeiro de 2021, foi eleito líder da União Democrata-Cristã (CDU), sucedendo a Annegret Kramp-Karrenbauer.
Laschet formou-se em direito e trabalhou como jornalista antes e durante o início da sua carreira política. Em 1994 foi eleito para o Bundestag alemão e em 1999 tornou-se membro do Parlamento Europeu. Em 2005, ele ingressou na política estadual na Renânia do Norte-Vestfália como membro do governo estadual. Como ministro, ele era conhecido pelas suas opiniões liberais e boas relações com a comunidade imigrante, o que lhe valeu o apelido de "Armin turco". Em 2012, ele tornou-se líder do partido estadual e foi eleito primeiro-ministro do estado em 2017. Ele chefia o Gabinete Laschet, formado pela CDU e pelos liberais FDP.
Em 16 de janeiro de 2021, Laschet foi eleito presidente federal da CDU, obtendo 52,8% dos votos dos delegados contra Friedrich Merz na segunda volta da disputa. É desde abril de 2021 candidato a chanceler na eleição federal na Alemanha em 2021.